# UEFA Futsal Champions League 2023-2024 - Turno preliminare

## Sorteggio
Il sorteggio per i turni preliminare e principale si è tenuto il 5 luglio alle 14:00 CEST a Nyon. Si qualificano al turno principale le prime classificate di ogni girone e la migliore seconda classificata. Le 32 squadre sono state divise in 4 fasce in base al coefficiente per club.
La procedura di sorteggio prevedeva 5 urne: la prima conteneva le squadre ospitanti, sorteggiate per prime e inserite nei gruppi in ordine di uscita e nella loro fascia di riferimento, dopodiché sono state sorteggiate le rimanenti squadre di quarta fascia, contenute nell'urna n°2, per poi proseguire con le squadre di terza, seconda e, infine, prima fascia. Su decisione del comitato esecutivo UEFA, club da Armenia e Azerbaigian e Kosovo e Bosnia-Erzegovina non potevano essere sorteggiate nello stesso girone.
| Urna 1 (ospitanti) | Urna 2 (4ª fascia)                                                                                          | Urna 3 (3ª fascia)                                                                        | Urna 4 (2ª fascia)                                                         | Urna 5 (1ª fascia)                                                  |
| --- | --- | ----------------------------------------------------------------------------------------- | -------------------------------------------------------------------------- | ------------------------------------------------------------------- |
| - - Constract Lubawa (1ª fascia) - Lučenec (1ª fascia) - Doukas (1ª fascia) - Riga FC (2ª fascia) - Titograd (2ª fascia) - Tirana (2ª fascia) - Amigo Northwest (3ª fascia) - AEL Limassol (3ª fascia) | - - Bloomsbury - PYF Saltires - ASA Tel Aviv - Şişli - Sparta Belfast - Fiorentino - Ísbjörninn - Europa FC | - - Georgians Tbilisi - Encamp - Nistru-Chișinău - Jahn Ratisbona - Utleira - Cefn Druids | - - Diamant Linz - Prishtina 01 - Yerevan FC - Cosmos Tallinn - Blue Magic | - - Araz Naxçıvan - Minerva - Örebro - Eindhoven - Radnik Bijeljina |

## Risultati

### Gruppo A
| Squadra        | P.ti | G | V | N | P | GF | GS | DR  |
| -------------- | ---- | - | - | - | - | -- | -- | --- |
| Riga FC        | 9    | 3 | 3 | 0 | 0 | 33 | 5  | +28 |
| Araz Naxçıvan  | 6    | 3 | 2 | 0 | 1 | 17 | 9  | +8  |
| Jahn Ratisbona | 3    | 3 | 1 | 0 | 2 | 4  | 9  | -5  |
| Şişli          | 0    | 3 | 0 | 0 | 3 | 3  | 34 | -31 |

| Arbitri: | Arttu Kyynäräinen Dražen Vukčević Georgios Kozakos |
| Crono:   | Kiazo Leladze                                      |

| |           |               |
| Lucas 3'25'’ Bağırov 5'53'’ Milosavljević 15'49'’ Amadeu 21'35'’, 22'49'’, 30'05'’ Atayev 27'29'’, 33'05'’ Erick 35'52'’ | Marcatori | 39'10'’ Çamcı |

| Arbitri: | Martina Piccolo Georgios Kozakos Dražen Vukčević |
| Crono:   | Kiazo Leladze                                    |

|                |           |                                                |
| Gabriel 8'00'’ | Marcatori | 33'22'’, 36'14'’ Kozlovskis 36'43'’ Ricardinho |

| Arbitri: | Dražen Vukčević Martina Piccolo Arttu Kyynäräinen |
| Crono:   | Kiazo Leladze                                     |

|  |           |                                                                             |
|  | Marcatori | 6'37'’ Lucas 8'07'’ Erick 12'59'’ Aghalizada 25'34'’ Atayev 26'13'’ Bağırov |

| Arbitri: | Georgios Kozakos Arttu Kyynäräinen Martina Piccolo |
| Crono:   | Kiazo Leladze                                      |

| |           |               |
| Thalles 5'05'’, 35'07'’ Rimkus 7'23'’, 13'27'’, 20'43'’ Strazdiņš 7'47'’ Kuļepovs 10'31'’, 32'40'’ Seņs 15'23'’, 16'52'’ Kozlovskis 19'17'’, 34'02'’ Vaporaki 20'59'’, 21'57'’, 28'01'’ S. Yılmaz 24'14'’ (aut.) Ricardinho 26'12'’, 34'52'’, 35'23'’ Serginho 27'31'’, 28'52'’ Mickēvičs 39'13'’ | Marcatori | 34'13'’ Çamcı |

| Arbitri: | Dražen Vukčević Georgios Kozakos Martina Piccolo |
| Crono:   | Kiazo Leladze                                    |

|               |           |                                           |
| Hizli 19'53'’ | Marcatori | 28'49'’ Parasole 33'53'’, 37'22'’ Poersch |

| Arbitri: | Arttu Kyynäräinen Martina Piccolo Georgios Kozakos |
| Crono:   | Kiazo Leladze                                      |

| |           |                                       |
| Kuzmin 2'30'’ Thalles 10'24'’ Serginho 18'26'’, 27'12'’ Strazdiņš 24'38'’ Ricardinho 30'05'’, 39'57'’ Labuts 32'54'’ | Marcatori | 14'17'’, 15'05'’ Amadeu 33'51'’ Lucas |

### Gruppo B
| Squadra         | P.ti | G | V | N | P | GF | GS | DR  |
| --------------- | ---- | - | - | - | - | -- | -- | --- |
| Örebro          | 7    | 3 | 2 | 1 | 0 | 16 | 6  | +10 |
| Amigo Northwest | 7    | 3 | 2 | 1 | 0 | 13 | 5  | +8  |
| Diamant Linz    | 3    | 3 | 0 | 0 | 0 | 5  | 9  | -4  |
| ASA Tel Aviv    | 0    | 3 | 0 | 0 | 0 | 4  | 18 | -14 |

| Arbitri: | Peter Budáč Aleš Močnik Perič Eduards Fatkulins |
| Crono:   | Ivan Ivanov                                     |

| |           |                           |
| Dias Alves 3'26'’, 10'58'’, 28'55'’, 37'18'’ Sosseh 7'28'’ Mieli 7'39'’, 17'49'’ Sergio Morales 9'30'’ Erik 31'04'’ | Marcatori | 0'12'’ Ezra 25'15'’ Weiss |

| Arbitri: | Josip Barton Eduards Fatkulins Aleš Močnik Perič |
| Crono:   | Ivan Ivanov                                      |

|                  |           |                                                       |
| Seperović 5'03'’ | Marcatori | 3'41'’ Dobrichov 28'10'’ Seniuk 34'44'’, 39'32'’ Kefa |

| Arbitri: | Aleš Močnik Perič Josip Barton Peter Budáč |
| Crono:   | Ivan Ivanov                                |

|               |           |                                                                |
| Šimić 39'49'’ | Marcatori | 3'25'’ Sergio Morales 21'07'’, 28'48'’ Mieli 33'36'’ Palmquist |

| Arbitri: | Eduards Fatkulins Peter Budáč Josip Barton |
| Crono:   | Ivan Ivanov                                |

| |           |             |
| Kefa 2'46'’ Kostov 30'20'’ Stepanov 30'32'’ Seniuk 31'44'’ Luiz Fernando 36'21'’ Dobrichov 39'26'’ | Marcatori | 6'55'’ Ezra |

| Arbitri: | Josip Barton Peter Budáč Eduards Fatkulins |
| Crono:   | Ivan Ivanov                                |

|             |           |                                             |
| Levi 9'13'’ | Marcatori | 11'29'’ (aut.) Dinar 29'26'’, 35'56'’ Rozic |

| Arbitri: | Aleš Mocnik Peric Eduards Fatkulins Peter Budáč |
| Crono:   | Ivan Ivanov                                     |

|                                                 |           |                                              |
| Seniuk 3'13'’ Dobrichov 6'26'’ Stepanov 19'36'’ | Marcatori | 7'39'’ Erik 19'02'’ Dias Alves 26'38'’ Mieli |

### Gruppo C
| Squadra           | P.ti | G | V | N | P | GF | GS | DR  |
| ----------------- | ---- | - | - | - | - | -- | -- | --- |
| Titograd          | 9    | 3 | 3 | 0 | 0 | 13 | 6  | +7  |
| Georgians Tbilisi | 6    | 3 | 2 | 0 | 1 | 11 | 4  | +7  |
| Eindhoven         | 3    | 3 | 1 | 0 | 2 | 7  | 10 | -3  |
| Europa FC         | 0    | 3 | 0 | 0 | 3 | 1  | 12 | -11 |

| Arbitri: | Ozan Soykan Sviatoslav Kliuchnyk Laurențiu Deaconu |
| Crono:   | Vukić Femić                                        |

|                                                                                             |           |  |
| Ceyar 1'29'’ Boukhari 2'40'’ Bouzambou 26'13'’ van Houtum 27'02'’ Ortiz de Oliveira 30'21'’ | Marcatori |  |

| Arbitri: | Mantas Pomeckis Laurențiu Deaconu Sviatoslav Kliuchnyk |
| Crono:   | Vukić Femić                                            |

|                                           |           |                                                     |
| Todua 9'53'’, 15'47'’ Gabrichidze 39'50'’ | Marcatori | 13'43'’, 28'52'’, 36'19'’ Cimbaljević 15'07'’ Delić |

| Arbitri: | Laurențiu Deaconu Ozan Soykan Mantas Pomeckis |
| Crono:   | Vukić Femić                                   |

|                                                                                  |           |  |
| Todua 1'16'’ Roninho 8'03'’ (rig.) Jvarashvili 25'04'’, 37'45'’ Tophuria 37'29'’ | Marcatori |  |

| Arbitri: | Sviatoslav Kliuchnyk Mantas Pomeckis Ozan Soykan |
| Crono:   | Vukić Femić                                      |

|                                                                    |           |                   |
| Krstevski 12'59'’ A. Rakić 22'33'’ Delić 30'48'’ Bulatović 34'55'’ | Marcatori | 27'35'’ Caravante |

| Arbitri: | Sviatoslav Kliuchnyk Laurențiu Deaconu Mantas Pomeckis |
| Crono:   | Vukić Femić                                            |

|  |           |                                                         |
|  | Marcatori | 8'08'’ Gabrichidze 9'49'’ Makhmadaminov 10'56'’ Kekelia |

| Arbitri: | Ozan Soykan Mantas Pomeckis Laurențiu Deaconu |
| Crono:   | Vukić Femić                                   |

|                                                                     |           |                                       |
| Gosto 2'43'’, 27'00'’ Marković 29'51'’ Cimbaljević 38'09'’, 38'55'’ | Marcatori | 19'54'’ Ceyar 33'14'’ (rig.) Boukhari |

### Gruppo D
| Squadra          | P.ti | G | V | N | P | GF | GS | DR  |
| ---------------- | ---- | - | - | - | - | -- | -- | --- |
| Prishtina 01     | 7    | 3 | 2 | 1 | 0 | 17 | 3  | +14 |
| Constract Lubawa | 7    | 3 | 2 | 1 | 0 | 15 | 1  | +14 |
| Utleira          | 3    | 3 | 1 | 0 | 2 | 7  | 12 | -5  |
| Ísbjörninn       | 0    | 3 | 0 | 0 | 3 | 2  | 25 | -23 |

| Arbitri: | Bogdan Hanceariuc Péter Zimonyi Carl Hughes |
| Crono:   | Kamil Szczołko                              |

| |           |             |
| Selmanaj 8'16'’ Kryeziu 12'43'’ Mazreku 13'24'’, 31'55'’ Qerimi 13'45'’ Maxharraj 15'16'’, 22'57'’ Krasniqi 21'04'’ Argote 26'39'’ (aut.) Kaqandolli 37'17'’, 37'54'’ | Marcatori | 8'28'’ Reta |

| Arbitri: | Gordon McCabe Carl Hughes Péter Zimonyi |
| Crono:   | Kamil Szczołko                          |

|  |           | |
|  | Marcatori | 2'09'’ Silva 7'53'’, 23'11'’ Raszkowski 11'27'’ (aut.) Halvorsen 21'53'’ Sendlewski 32'03'’ Kriezel |

| Arbitri: | Carl Hughes Bogdan Hanceariuc Gordon McCabe |
| Crono:   | Kamil Szczołko                              |

|                  |           |                                                                              |
| Johansen 32'34'’ | Marcatori | 1'08'’ Alaj 9'57'’ Selmanaj 15'45'’ Qerimi 25'23'’ Maxharraj 28'03'’ Kryeziu |

| Arbitri: | Péter Zimonyi Gordon McCabe Bogdan Hanceariuc |
| Crono:   | Kamil Szczołko                                |

| |           |  |
| Lemos 4'01'’ Claudinho 9'04'’, 9'31'’ Kriezel 11'26'’ López 19'28'’ Grubalski 24'11'’ Doša 24'39'’ Silva 39'44'’ | Marcatori |  |

| Arbitri: | Carl Hughes Péter Zimonyi Bogdan Hanceariuc |
| Crono:   | Kamil Szczołko                              |

|              |           |                                                                                                |
| Reta 32'19'’ | Marcatori | 4'02'’, 22'06'’ Welo 7'47'’ Kvalvær 17'14'’ (aut.) Argote 19'21'’ Andreassen 31'25'’ Halvorsen |

| Arbitri: | Gordon McCabe Bogdan Hanceariuc Péter Zimonyi |
| Crono:   | Kamil Szczołko                                |

|                   |           |                   |
| Sendlewski 7'16'’ | Marcatori | 14'45'’ Maxharraj |

### Gruppo E
| Squadra        | P.ti | G | V | N | P | GF | GS | DR  |
| -------------- | ---- | - | - | - | - | -- | -- | --- |
| Lučenec        | 7    | 3 | 2 | 1 | 0 | 14 | 6  | +8  |
| Cosmos Tallinn | 7    | 3 | 2 | 1 | 0 | 13 | 7  | +6  |
| PYF Saltires   | 3    | 3 | 1 | 0 | 2 | 9  | 12 | -3  |
| Encamp         | 0    | 3 | 0 | 0 | 3 | 2  | 13 | -11 |

| Arbitri: | Javier Moreno Reina Arlind Subashi Jochem van Dijke |
| Crono:   | Ladislav Angyal                                     |

|                                                               |           |                          |
| Ivanov 11'17'’ Reyes 15'28'’ Molero 24'36'’, 33'09'’, 38'15'’ | Marcatori | 32'26'’, 36'46'’ McLaren |

| Arbitri: | Pawel Tokarewicz Jochem van Dijke Arlind Subashi |
| Crono:   | Ladislav Angyal                                  |

|                |           |                                                      |
| Soares 19'36'’ | Marcatori | 1'05'’ Ostrák 1'51'’ Belaník 16'50'’ Washington Luiz |

| Arbitri: | Jochem van Dijke Javier Moreno Reina Pawel Tokarewicz |
| Crono:   | Ladislav Angyal                                       |

|                         |           |                                                           |
| Katerynin 1'12'’ (aut.) | Marcatori | 12'22'’ Tšernei 15'08'’ Molero 15'40'’, 36'59'’ Katerynin |

| Arbitri: | Arlind Subashi Pawel Tokarewicz Javier Moreno Reina |
| Crono:   | Ladislav Angyal                                     |

| |           |                      |
| Leovski 5'54'’, 35'03'’ Belaník 6'05'’ Fehervári 11'41'’ Marík 14'25'’ McLaren 29'12'’ (aut.) Moreno 36'27'’ | Marcatori | 18'52'’ (aut.) Grcić |

| Arbitri: | Jochem van Dijke Pawel Tokarewicz Arlind Subashi |
| Crono:   | Ladislav Angyal                                  |

|                                                                                       |           |  |
| McLaren 5'52'’, 29'11'’ Aloulou 17'23'’ Steedman 31'18'’ Brand 34'26'’ Laurie 36'04'’ | Marcatori |  |

| Arbitri: | Javier Moreno Reina Arlind Subashi Pawel Tokarewicz |
| Crono:   | Ladislav Angyal                                     |

|                                                                       |           |                                                                |
| Moreno 9'17'’ Belaník 14'55'’ Washington Luiz 37'54'’ Leovski 39'49'’ | Marcatori | 12'16'’ Katerynin 16'39'’ Ivanov 17'59'’ Reyes 34'59'’ Tšernei |

### Gruppo F
| Squadra         | P.ti | G | V | N | P | GF | GS | DR  |
| --------------- | ---- | - | - | - | - | -- | -- | --- |
| Doukas          | 9    | 3 | 3 | 0 | 0 | 14 | 4  | +10 |
| Blue Magic      | 4    | 3 | 1 | 1 | 1 | 9  | 9  | 0   |
| Nistru-Chișinău | 4    | 3 | 1 | 1 | 1 | 6  | 8  | -2  |
| Bloomsbury      | 0    | 3 | 0 | 0 | 3 | 4  | 12 | -8  |

| Arbitri: | Stephen Vella Maximilian Alkofer Maksim Dzeikala |
| Crono:   | Dimitrios Tzafolias                              |

|                                                                              |           |  |
| Calderon 23'11'’, 38'28'’ Gabriel Yan 37'52'’, 39'07'’ (rig.) Soares 39'28'’ | Marcatori |  |

| Arbitri: | Nebojša Panić Maksim Dzeikala Maximilian Alkofer |
| Crono:   | Dimitrios Tzafolias                              |

|  |           |                                                  |
|  | Marcatori | 6'33'’, 39'02'’ Biel 14'24'’ Neto 21'31'’ Tsinas |

| Arbitri: | Maksim Dzeikala Stephen Vella Nebojša Panić |
| Crono:   | Dimitrios Tzafolias                         |

|                         |           |                           |
| Farias 31'21'’, 32'55'’ | Marcatori | 23'45'’, 38'59'’ Calderon |

| Arbitri: | Maximilian Alkofer Nebojša Panić Stephen Vella |
| Crono:   | Dimitrios Tzafolias                            |

|                                             |           |                                  |
| Tsinas 14'50'’ Biel 20'41'’ Martins 21'12'’ | Marcatori | 11'18'’ Palfreeman 23'56'’ Walsh |

| Arbitri: | Stephen Vella Maximilian Alkofer Nebojša Panić |
| Crono:   | Dimitrios Tzafolias                            |

|                              |           |                                                  |
| Amorim 7'04'’ Millar 20'24'’ | Marcatori | 29'41'’, 39'56'’ G. Silva 30'42'’, 35'09'’ Tacot |

| Arbitri: | Maksim Dzeikala Nebojša Panić Maximilian Alkofer |
| Crono:   | Dimitrios Tzafolias                              |

|                                                                                                |           |                                      |
| Karydas 9'18'’ Pett 19'20'’, 23'51'’ Neto 36'08'’ Ensi 36'49'’, 39'28'’ Cardoso 38'18'’ (aut.) | Marcatori | 21'04'’ Gabriel Yan 38'55'’ Tardelli |

### Gruppo G
| Squadra      | P.ti | G | V | N | P | GF | GS | DR  |
| ------------ | ---- | - | - | - | - | -- | -- | --- |
| AEL Limassol | 7    | 3 | 2 | 1 | 0 | 15 | 4  | +11 |
| Minerva      | 4    | 3 | 1 | 1 | 1 | 10 | 9  | +1  |
| Fiorentino   | 2    | 3 | 0 | 2 | 1 | 2  | 7  | -5  |
| Yerevan FC   | 2    | 3 | 0 | 2 | 1 | 5  | 12 | -7  |

| Arbitri: | Trajan Enčev Panagiotis Ntalas Nikola Tadić |
| Crono:   | Nicolas Nicolaou                            |

|                                                                           |           |  |
| Kosmann 0'29'’ Konopek 4'27'’, 32'40'’ Fideršek 8'47'’ Vítor Hugo 37'58'’ | Marcatori |  |

| Arbitri: | Kastriot Gerxhaliu Nikola Tadić Panagiotis Ntalas |
| Crono:   | Nicolas Nicolaou                                  |

|                 |           | |
| Hakobyan 9'07'’ | Marcatori | 2'00'’, 3'52'’, 11'45'’, 22'55'’ Schlemper 24'18'’ F. Lima 25'49'’, 37'13'’ Skarparis 31'33'’ Hadjigeorgiou |

| Arbitri: | Nikola Tadić Trajan Enčev Kastriot Gerxhaliu |
| Crono:   | Nicolas Nicolaou                             |

|                                                          |           |                                                                   |
| Melikyan 2'33'’, 10'37'’, 33'20'’ Mi. Dermenjian 29'26'’ | Marcatori | 11'32'’ Konopek 23'06'’, 23'42'’ Fideršek 37'57'’ (aut.) Zakaryan |

| Arbitri: | Panagiotis Ntalas Kastriot Gerxhaliu Trajan Enčev |
| Crono:   | Nicolas Nicolaou                                  |

|                                   |           |                                           |
| Schlemper 22'11'’ F. Lima 23'11'’ | Marcatori | 28'46'’ (rig.) Ercolani 34'08'’ Busignani |

| Limassol 26 agosto 2023, ore 17:00 EEST | Fiorentino                                        | 0 – 0 (0-0) referto | Yerevan FC | Spyros Kyprianou Athletic Center\| Arbitri: \| Kastriot Gerxhaliu Nikola Tadić Panagiotis Ntalas \| \| Crono: \| Nicolas Nicolaou \| |
| Arbitri:                                | Kastriot Gerxhaliu Nikola Tadić Panagiotis Ntalas |                     |            | |
| Crono:                                  | Nicolas Nicolaou                                  |                     |            | |

| Arbitri: | Trajan Enčev Panagiotis Ntalas Nikola Tadić |
| Crono:   | Nicolas Nicolaou                            |

|                                                             |           |                 |
| F. Lima 3'59'’, 28'05'’, 37'59'’ Schlemper 15'00'’, 39'45'’ | Marcatori | 25'37'’ Pereira |

### Gruppo H
| Squadra          | P.ti | G | V | N | P | GF | GS | DR  |
| ---------------- | ---- | - | - | - | - | -- | -- | --- |
| Radnik Bijeljina | 6    | 2 | 2 | 0 | 0 | 23 | 4  | +19 |
| Tirana           | 3    | 2 | 1 | 0 | 1 | 9  | 10 | -1  |
| Sparta Belfast   | 0    | 2 | 0 | 0 | 2 | 5  | 23 | -18 |
| Cefn Druids      | –    | – | – | – | – | –  | –  | –   |

| Arbitri: | Jan Kresta Knyaz Əmiraslanov Zviad Bliadze |
| Crono:   | Albano Stolaj                              |

| |           |                              |
| Pavlović 0'22'’, 37'42'’ Marinković 4'54'’, 15'26'’, 16'35'’, 21'02'’, 21'29'’, 22'21'’, 35'24'’, 36'48'’ S. Hodžić 11'01'’, 11'43'’ Jović 12'13'’ S. Rakić 29'28'’ Ružičić 32'27'’ E. Hodžić 38'56'’ | Marcatori | 14'43'’ Roohi 26'14'’ Wilson |

| Arbitri: | Knyaz Əmiraslanov Monika Czudzinowicz Jan Kresta |
| Crono:   | Albano Stolaj                                    |

| |           |                                               |
| Kelmendi 1'56'’, 39'00'’ J. Gashi 7'56'’ Wilson 8'18'’ (aut.) Mejzini 26'50'’ Pishtani 27'09'’ Jonuzi 32'32'’ | Marcatori | 10'39'’ McMenemy 21'49'’ Lowry 31'51'’ Gibson |

| Arbitri: | Jan Kresta Knyaz Əmiraslanov Zviad Bliadze |
| Crono:   | Albano Stolaj                              |

|                                 |           |                                                                                                 |
| Mejzini 5'05'’ K. Gashi 16'20'’ | Marcatori | 3'49'’, 15'31'’, 22'14'’, 27'36'’ Marinković 5'18'’ Pavlović 30'21'’ E. Hodžić 38'10'’ S. Rakić |

## Confronto tra le seconde classificate
| Gruppo | Squadra           | Pt | G | V | N | P | GF | GS | DR  |
| ------ | ----------------- | -- | - | - | - | - | -- | -- | --- |
| D      | Constract Lubawa  | 7  | 3 | 2 | 1 | 0 | 15 | 1  | +14 |
| B      | Amigo Northwest   | 7  | 3 | 2 | 1 | 0 | 13 | 5  | +8  |
| E      | Cosmos Tallinn    | 7  | 3 | 2 | 1 | 0 | 13 | 7  | +6  |
| A      | Araz Naxçıvan     | 6  | 3 | 2 | 0 | 1 | 17 | 9  | +8  |
| C      | Georgians Tbilisi | 6  | 3 | 2 | 0 | 1 | 11 | 4  | +7  |
| G      | Minerva           | 4  | 3 | 1 | 1 | 1 | 10 | 9  | +1  |
| F      | Blue Magic        | 4  | 3 | 1 | 1 | 1 | 9  | 9  | 0   |
| H      | Tirana            | 3  | 2 | 1 | 0 | 1 | 9  | 10 | -1  |